# Wyry (gmina)
Wyry – gmina wiejska w Polsce położona w województwie śląskim, w powiecie mikołowskim, na Górnym Śląsku, w historycznej ziemi pszczyńskiej. W latach 1975–1998 gmina administracyjnie należała do województwa katowickiego.
Siedziba gminy to Wyry.
Według danych GUS z 31 grudnia 2021 roku gminę zamieszkiwało 8896 osób.
Gmina Wyry leży w centralnej części województwa śląskiego, na obszarze 34,45 km². Gmina należy do powiatu mikołowskiego. Gmina sąsiaduje od strony północnej z Mikołowem, od południa z Kobiórem, od zachodu z Orzeszem i Łaziskami Górnymi, a od wschodu z Tychami.
Pod względem administracyjnym obszar gminy obejmuje dwie miejscowości oddzielone od siebie pasmem lasów: w części północnej Wyry i w części południowej Gostyń. Pod względem geograficznym stanowi fragment Kotliny Oświęcimskiej, rozciągającej się równoleżnikowo wzdłuż doliny Wisły i Gostyni.

## Historia
Gmina zbiorowa Wyry powstała w grudniu 1945 w powiecie pszczyńskim w woj. śląskim (śląsko-dąbrowskim). 6 lipca 1950 zmieniono nazwę woj. śląskiego na katowickie, a 9 marca 1953 kolejno na woj. stalinogrodzkie. Według stanu z 1 lipca 1952 gmina składała się z 2 gromad: Gostyń i Wyry. Gmina została zniesiona 29 września 1954 wraz z reformą wprowadzającą gromady w miejsce gmin. Powstały wówczas gromada Gostyń, składająca się z Gostyni i gromada Wyry, składająca się z Wyr (z wyłączeniem niektórych parceli z karty 1 obrębu Dolne Lasy Pszczyńskie, włączonych do miasta Tychy).
Jednostkę reaktywowano 1 stycznia 1973 w powiecie tyskim (utworzonym w 1954) w woj. katowickim. W jej skład weszły sołectwa Gostyń i Wyry. 27 maja 1975 gmina została zniesiona, a jej obszar włączony do Tychów. Gminę odłączono od Tychów 2 kwietnia 1991; od 1999 roku gmina Wyry należy do powiatu mikołowskiego w woj. śląskim.
W latach 2011 do 2021 gmina Wyry odnotowała wzrost ludności o 22,6%, co było najwyższym wynikiem w województwie śląskim.

## Dojazd
Gmina Wyry leży w ciągu drogi wojewódzkiej nr 928, tj. ul. Pszczyńskiej. Droga ta przebiega przez obie miejscowości Gminy zarówno Wyry, jak i Gostyń i stanowi główną trasę dojazdową do Mikołowa, Kobióra, Tychów.
Komunikację miejską w gminie Wyry tworzą trzy linie autobusowe, obsługiwane przez ZTM: 157, 294, 594, M12 oraz 69 (linia 69 – tylko na terenie miejscowości Wyry).
Liniami tymi można dojechać do oddalonych w promieniu kilku czy kilkunastu kilometrów miast takich jak Mikołów, Tychy, Katowice, Łaziska Górne oraz do Żor.

## Struktura powierzchni
Według danych z roku 2002 gmina Wyry ma obszar 34,45 km², w tym:
- użytki rolne: 55%
- użytki leśne: 38%

Gmina stanowi 14,88% powierzchni powiatu.

## Demografia

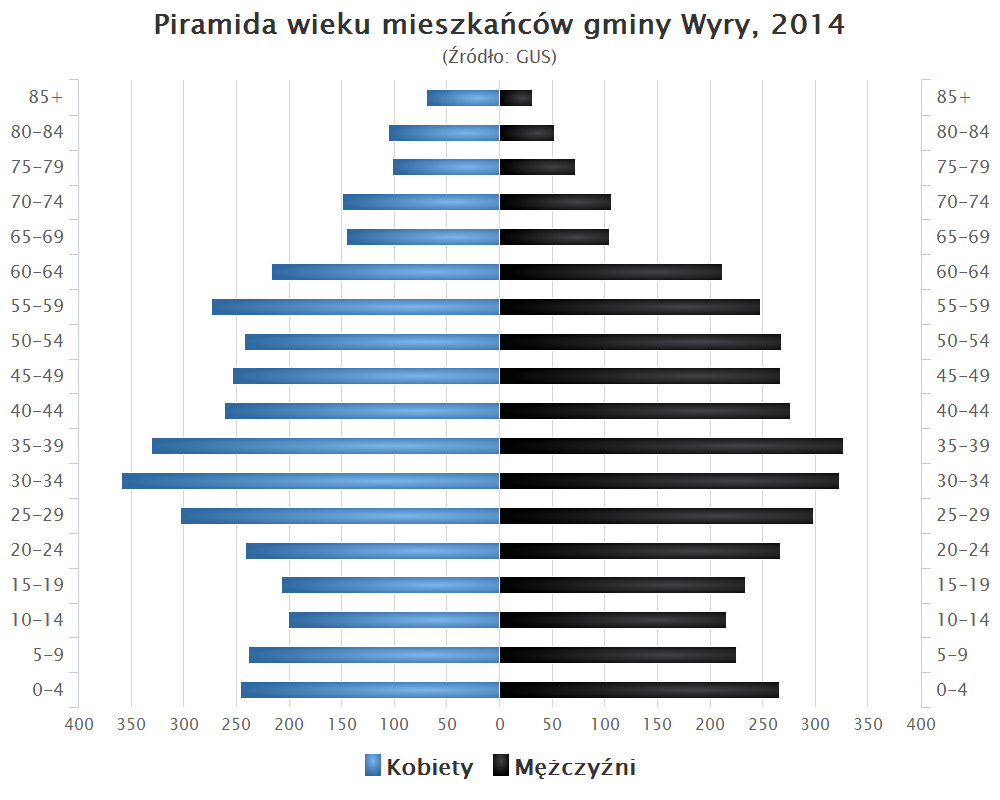
Piramida wieku mieszkańców gminy Wyry w 2014 roku

Dane z 30 czerwca 2004:
| Opis                              | Ogółem | Ogółem | Kobiety | Kobiety | Mężczyźni | Mężczyźni |
| --------------------------------- | ------ | ------ | ------- | ------- | --------- | --------- |
| Jednostka                         | osób   | %      | osób    | %       | osób      | %         |
| Populacja                         | 6249   | 100    | 3182    | 50,9    | 3067      | 49,1      |
| Gęstość zaludnienia [mieszk./km²] | 181,4  | 181,4  | 92,4    | 92,4    | 89        | 89        |

## Sąsiednie gminy
Kobiór, Łaziska Górne, Mikołów, Orzesze, Tychy